# Like Vines
Like Vines is het tweede album van The Hush Sound, uitgebracht op 6 juni 2006. De naam van het album komt uit een regel van het nummer "We Intertwined".

## Tracklist
1. "We Intertwined"
2. "A Dark Congregation"
3. "Sweet Tangerine"
4. "Lions Roar"
5. "Lighthouse"
6. "Don't Wake Me Up"
7. "Where We Went Wrong"
8. "Magnolia"
9. "Wine Red"
10. "Out Through The Curtain"
11. "You Are The Moon"